# Halina Szymiec-Raczyńska
Halina Jadwiga Szymiec-Raczyńska (ur. 14 kwietnia 1949 w Łazach) – polska lekarka, posłanka na Sejm VII kadencji (2011–2015).

## Życiorys
Ukończyła w 1975 studia na Wydziale Lekarskim Akademii Medycznej we Wrocławiu, a w 1997 studia podyplomowe z zakresu ubezpieczeń zdrowotnych w Akademii Ekonomicznej we Wrocławiu. W 2007 na II Wydziale Lekarskim z Oddziałem Anglojęzycznym Akademii Medycznej w Lublinie w oparciu o rozprawę zatytułowaną Biopsja mammotomiczna pod kontrolą ultrasonograficzną niepalpacyjnych zmian gruczołu piersiowego wykonywana w warunkach ambulatoryjnych – analiza wyników klinicznych i satysfakcji pacjentek uzyskała stopień doktora nauk medycznych. Specjalizuje się w zakresie ginekologii i położnictwa. W 2009 ukończyła studia podyplomowe z kosmetologii dla lekarzy w Górnośląskiej Wyższej Szkole Handlowej w Katowicach.
Podjęła praktykę w zawodzie lekarza, została współwłaścicielką specjalistycznej przychodni lekarskiej w Dzierżoniowie. Została także współwłaścicielką i wiceprezesem zarządu rozgłośni „Radio Sudety” z Dzierżoniowa, w którym sama prowadziła audycje dotyczące zdrowia. Od pierwszej połowy lat 90. realizuje programy edukacyjne i profilaktyczne w zakresie raka piersi i raka szyjki macicy. Działa w Międzynarodowym Forum Kobiet przy Szkole Głównej Handlowej w Warszawie. Wyróżniana tytułem „Lekarz przyjacielem kobiety” przez czasopismo „Twój Styl”.
W wyborach samorządowych w 1994 bezskutecznie ubiegała się o mandat radnej Niemczy. W wyborach samorządowych w 2006 bez powodzenia kandydowała do rady powiatu dzierżoniowskiego z listy Obywatelskiego Bloku Samorządowego. W wyborach parlamentarnych w 2011 startowała z 1. miejsca na liście Ruchu Palikota w okręgu wyborczym nr 2 w Wałbrzychu i uzyskała mandat poselski, otrzymując 12 654 głosy. W czerwcu 2013 zrezygnowała z członkostwa w Ruchu Palikota i klubie poselskim tej partii. W tym samym miesiącu wraz z innymi byłymi posłami RP Bartłomiejem Bodio i Arturem Bramorą założyła koło poselskie Inicjatywa Dialogu, które uległo samorozwiązaniu w grudniu tego samego roku po wstąpieniu wszystkich jego członków do klubu parlamentarnego Polskiego Stronnictwa Ludowego. Halina Szymiec-Raczyńska została także członkinią tej partii i kandydowała bezskutecznie z jej listy w wyborach do Parlamentu Europejskiego w 2014. W 2015 nie ubiegała się o poselską reelekcję. W 2018 została kandydatką PSL do sejmiku dolnośląskiego.

## Wyniki w wyborach ogólnopolskich
| Wybory | Komitet wyborczy | Komitet wyborczy           | Organ                              | Okręg | Wynik          |
| ------ | ---------------- | -------------------------- | ---------------------------------- | ----- | -------------- |
| 2011   |                  | Ruch Palikota              | Sejm VII kadencji                  | nr 2  | 12 654 (5,61%) |
| 2014   |                  | Polskie Stronnictwo Ludowe | Parlament Europejski VIII kadencji | nr 12 | 2709 (0,41%)   |

## Życie prywatne
Zamieszkała w Dzierżoniowie. Ma syna i córkę.